# Los (album)
Los è il l'album di debutto della cantante olandese Leonie Meijer, pubblicato il 14 ottobre 2011 dall'etichetta discografica Cloud 9 in seguito alla partecipazione della cantante del talent show The Voice of Holland.
Dall'album sono stati estratti tre singoli: un duetto con Jeroen van der Boom intitolato Los van de grond, Schaduw e Hey!, che hanno rispettivamente raggiunto le posizioni numero 2, 9 e 20 nella classifica olandese. L'album è entrato alla tredicesima posizione della classifica dei Paesi Bassi e vi è rimasto per cinque settimane in totale.

## Tracce
1. Hey! - 3:44
2. Ik ben niet van jou - 3:30
3. Het staat in de sterren - 3:48
4. Schaduw - 3:58
5. Verlangen - 3:28
6. Koning zonder troon - 3:57
7. Leef me - 4:51
8. Liever de leegte - 3:51
9. Zomerzon - 3:25
10. Twijfel - 4:24
11. Voor jou vecht ik - 3:55
12. Los van de grond - 3:24

## Classifiche
| Classifica (2011) | Posizione massima |
| ----------------- | ----------------- |
| Paesi Bassi       | 13                |